# Блат
Блат — явление, означающее знакомство или связи, используемые в личных целях и ущемляющие интересы третьих лиц.
Нынешнее значение слова «блат» — полезные связи, знакомства, благодаря которым можно получить какие-то блага в обход общепринятых правил и законов, как правило, в ущерб интересам общества или государства. «По блату» — благодаря выгодному знакомству, через «нужных» людей.

## Происхождение понятия
Сложилось несколько этимологических расшифровок слова. Одна из них уходит во времена Петра I и связана с его указом о насильственном пострижении бород. Те из бояр, кто был готов откупиться, якобы включались в особый список, по-голландски именовавшийся блат — blatt — лист бумаги. Но это неверная версия: в нидерландском языке не существует слова blatt, но есть слово blad (лист).
Ещё одна версия толкует блат как понятие, введённое Екатериной II при переселении немцев в Россию. Им давались земли, освобождение от телесных наказаний, каторги, службы в армии. Все эти привилегии прописывались в грамоте и, так как Екатерина II сама была немкой, эта грамота имела название блат (от немецкого Blatt лист). Тех, кто имел подобные документы, стали называть блатными. Из-за схожести немецкого языка и языка идиш слово блат перекочевало в преступный мир людей, владеющих идиш, российские правоохранительные органы не понимали различия между языками и старались не связываться с так называемыми «блатными», что послужило началом низовой коррупции в царской России.
Ещё одна версия происхождения слова — немецкое Platt — доверенный, дружеский. Есть даже версия, что слово «блат» — искажённое немецкое «Blut» — кровь. Эта версия тоже не имеет под собой никаких подтверждений, так как слово Platt означает плоский, в немецком языке существует наречие Platt Deutsch, но в нём тоже нет связи между словами Blatt и Blut, а вот русское слово «блудить» исходит непосредственно из слова кровь (Blut) кровосмешение, но в современном немецком языке кровосмешение - inzest.
В начале XX века, по всей видимости, в Одессе, это понятие перешло в жаргон уголовного мира и стало означать, соответственно, членов воровских шаек, живущих в соответствии с воровским законом, и людей, к преступному сообществу так или иначе причастных. Отсюда - «блатной (воровской) жаргон», «блатная (воровская) музыка».
В русской лингвистической литературе слово «блат» впервые зафиксировано в 1908 году в словаре В. Ф. Трахтенберга: «блатная музыка — жаргон тюрьмы».

## В СССР
В СССР слово «блат» приобрело также другой смысл. В условиях перманентного дефицита плановой экономики приобретение товаров часто зависело от знакомств с продавцами или номенклатурщиками, распределявшими тот или иной товар. Для обозначения таких полезных знакомств, а также самого процесса приобретения товаров таким способом и стало использоваться слово «блат». В народных массах широкое хождение получила поговорка: «Блат сильнее Совнаркома».
Происхождение понятия связано с появлением иностранных технических специалистов в советское время. В закреплённых для их обслуживания магазинах им продавали товары, отсутствующие в общей продаже, при предъявлении особого документа на листе бумаги — продавали «по блату». Вадим Шефнер в своих мемуарах подтверждает, что явление возникло в 1930-е годы:

В те годы вползло в быт словечко «блат», появились «блатмейстеры», то есть ловкачи, которые по знакомству добывали себе всё, чего хотели.
Таким образом, слово «блат» стало использоваться для обозначения неформальных связей, контактов, знакомств, а также покупок на чёрном рынке.
В СССР получить многие блага было возможно либо благодаря привилегиям (например, благодаря принадлежности к «номенклатуре»), либо за деньги, но по большой цене (например, покупка качественного мяса на колхозном рынке, покупка престижной иностранной одежды в комиссионном магазине или у «фарцовщиков»). Но многие дефицитные блага можно было получить и по низкой (государственной) цене или вообще бесплатно «по блату» — по принципу «ты — мне, я — тебе»:

Реальная покупательная способность индивида была связана не столько с его уровнем дохода, сколько с теми возможностями приобретения дефицитных благ, которые «по блату» приобретались благодаря социальным контактам. Тем самым блат менял логику распределения, сконструированную государством, с системой закрытых распределителей и очередями по месту работы (списки из желающих купить машину, мебель, получить дачный участок, новую квартиру и прочее). Такие очереди прочно «привязывали» человека к предприятию, потому что на новом месте он оказывался в конце списка. Блат позволял обойти такого рода ограничения формальной распределительной системы. Обычный человек мог отведать дефицитные шпроты, предназначенные академику, на том основании, что его тёща имела доступ к соответствующей «кормушке». А кто-то продвигался в очереди на квартиру с рекордной скоростью лишь потому, что его жена помогла устроить к хорошему хирургу сына председателя профкома, курирующего ту самую очередь. В этой ситуации блат не отменял очереди, но менял правила её формирования, тем самым корректировались, видоизменялись принципы потребления, устанавливаемые государством.

## В произведениях искусства
- Явлению блата в советском обществе посвящён фельетон И. Ильфа и Е. Петрова «Человек с гусём» (1933)[5] и рассказ «Бронированное место» (1932). В «Человеке с гусём» есть и отсылки к происхождению этого слова, например: «…все эти „ятебетымне“ думают, <…> что по блату, по записке можно примазаться и к социалистическому строительству».
- Склад Архивная копия от 10 июня 2018 на Wayback Machine — Михаил Жванецкий для Романа Карцева и Виктора Ильченко.
- Свинья на радуге Архивная копия от 4 марта 2016 на Wayback Machine — песня Ю. Шевчука.

- х/ф «Ты — мне, я — тебе» (1976).
- х/ф «Гараж» (1979).
- х/ф «Блондинка за углом» (1984).
- х/ф «Прохиндиада, или Бег на месте» (1984).
- х/ф «Нужные люди» (1986).